# آيسين
شركة آيسين (株式会社アイシン كابوشيكي غيشا Aishin) هي شركة يابانية تعمل على تطوير وإنتاج مكونات وأنظمة لصناعة السيارات. آيسين هي إحدى شركات فورتشن غلوبال 500، وقد حصلت على المرتبة 359 في تصنيفات 2020. آيسين هو عضو في مجموعة شركات تويوتا.
تأسست شركة آيسين في عام 1965  وتقوم بتزويد المحرك ونظام نقل الحركة والجسم والشاسيه وما بعد البيع وقطع غيار السيارات الأخرى لشركة تويوتا وغيرها من الشركات المصنعة الأصلية الكبرى.

### آيسين أيه آي
آيسين أيه آي كانت شركة تابعة لشركة آيسين سيكي تم تأسيسها في يوليو 1991 لإنتاج ناقل الحركة اليدوي وحالات النقل ، ونقل مقرها الرئيسي إلى نيشيو . حتى عام 1996، كان العميل الوحيد لشركة آيسين أيه آي هو شركة تويوتا؛ ثم بدأت دايملر كرايسلر وإيسوزو في استخدام منتجاتها. بدأت الشركة لاحقًا في توريد المنتجات لشركات أخرى في جميع أنحاء العالم.

## الرعاية

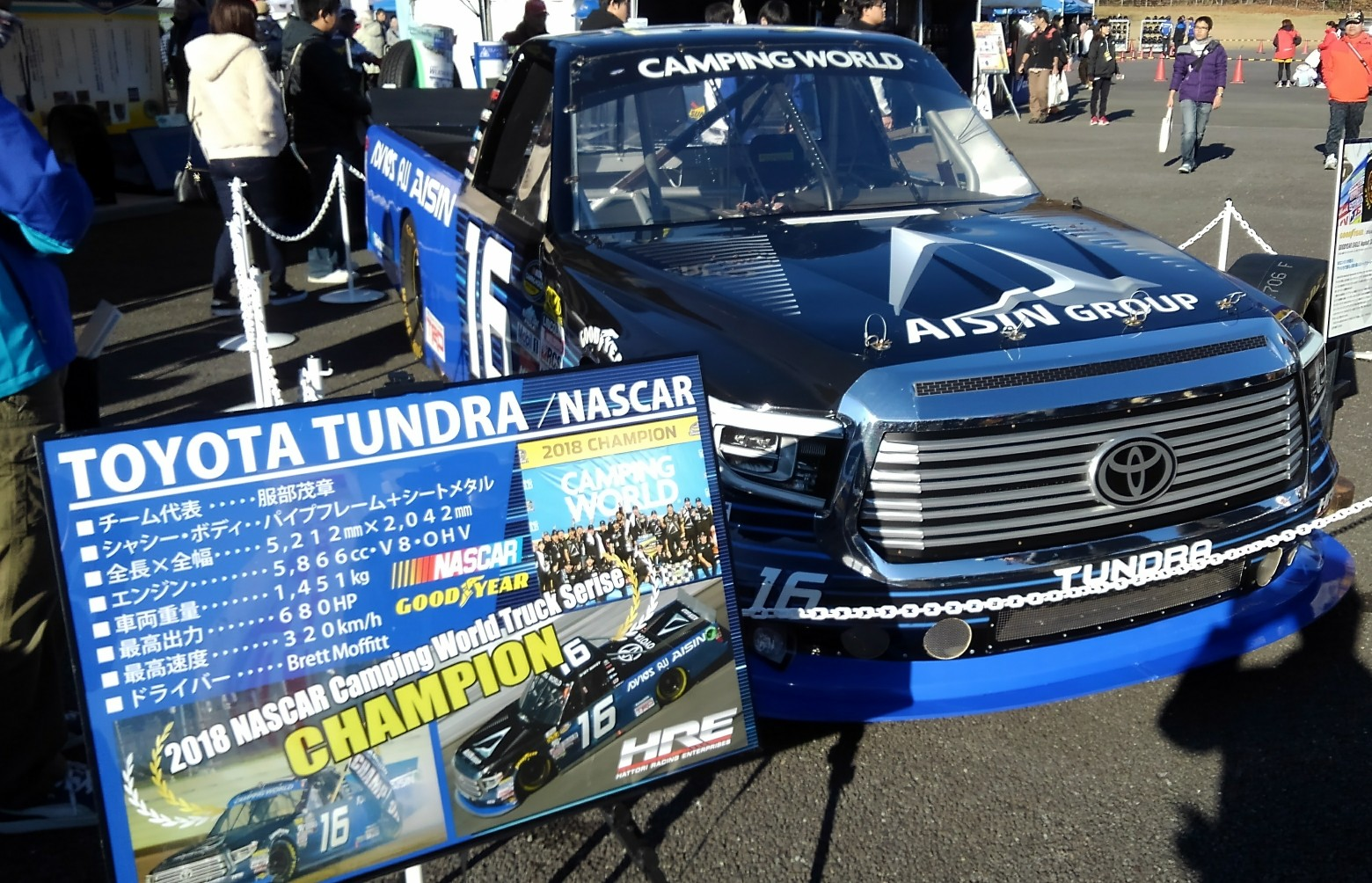
شاحنة بريت موفيت الحائزة على البطولة معروضة في اليابان

ترعى الشركة فريق SeaHorses Mikawa ، بطل دوري JBL الممتاز 5 مرات، وقد قامت برعاية Toyota Gazoo Racing Europe منذ عام 2012 

## أنظر أيضا
- قائمة الإرسال أيسين
- مجموعة تويوتا
- 1997 حريق أيسين

## روابط خارجية
- موقع أيسين الياباني, موقع أيسين الإنجليزي, موقع أيسين العالمي, موقع أيسين أوروبا, أيسين AW نسخة محفوظة 2015-10-09 على موقع واي باك مشين.  </link> و Aisin ما بعد البيع في أوروبا
- تويوتا للخياطة المنزلية - أيسين
- مجموعة ويكي للأعمال الببليوغرافية على آيسين سيكي